# 大选帝侯号战列舰
大选帝侯号战列舰是四艘国王级战列舰的第二艘舰，曾在第一次世界大战期间服役于德意志帝国海军。该舰自1911年10月开始龙骨架设，1913年5月5日下水，并于1914年7月30日、即德国与英国的战争爆发前数日正式编入公海舰队服役。其名称取自霍亨索伦王朝的勃兰登堡选帝侯——腓特烈·威廉的尊称。大选帝侯号在五座双联装炮塔中装备有十门305毫米50倍径速射炮，最高航速为21節（39每小時）。
连同国王号、藩侯号和王储号等三艘姊妹舰一起，大选帝侯号在战争期间参与了舰队的大部分军事行动，其中包括1916年5月31日至6月1日爆发的日德兰海战。该舰在日德兰遭到了猛烈的炮火袭击，但受损并不严重。在1917年9月和10月的阿尔比恩行动期间，它则负责炮击俄国海军的岸防阵地。大选帝侯号在其服役生涯中也遭遇过一些意外：曾与国王号及王储号相撞、数次搁浅、被鱼雷击中以及触发水雷。
随着1918年11月德国战败并签署停战协定，大选帝侯号与大多数公海舰队的主力被英国皇家海军扣押在斯卡帕湾。当协约国就《凡尔赛条约》的最终版本进行谈判时，这些舰只被解除了武装，并且只允许保留基干船员。至1919年6月21日，即条约签署前的前一天，海军少将路德维希·冯·罗伊特作为被扣押舰队指挥官，下令全数凿沉己方舰队，以确保英国无法强占舰只。但不同于其姊妹舰，大选帝侯号于1938年被打捞上岸报废，随后于罗塞斯拆解。

## 设计

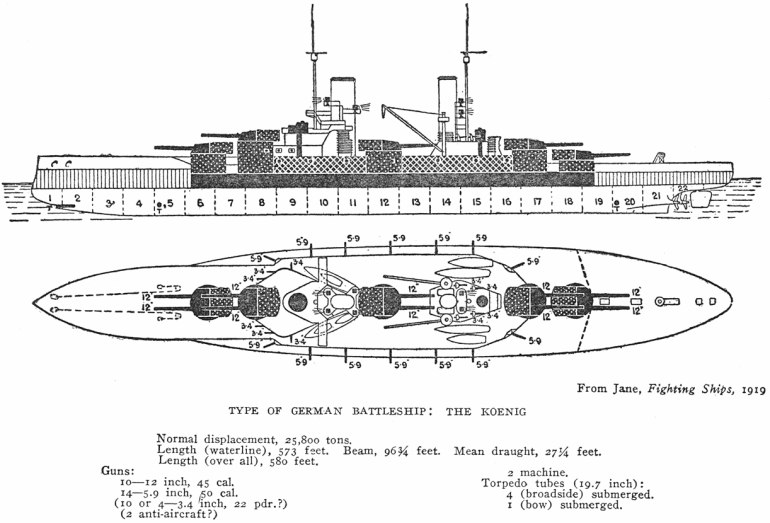
国王级的平面及立面图，来自1919年的《简氏战舰年鉴》

四艘国王级战列舰均是在英德海军军备竞赛的背景下设计的；作为德国的第四代无畏舰，它们是为响应1909年英国订购的俄里翁級而造。国王级代表了早期皇帝级战列舰的发展，主要的改进是一个更有效的主炮布局。这些舰只也曾打算在中间传动轴上使用一个柴油发动机以增加其巡航范围，但事实证明柴油装置的发展比预期更为复杂，因此保留了全蒸汽涡轮推进系统。
大选帝侯号的标准排水量为25796吨，而在全作战负载时，最大排水量可达28600吨。其全长为175.4米，有29.5米的舷宽和最大9.19米的吃水深度。大选帝侯号由三套AEG-伏尔铿蒸汽涡轮机提供动力，每套负责控制一个螺旋桨轴，其额定总功率为45,570匹軸馬力（33,980千瓦特），最高速度则为21節（39每小時）。蒸汽由运作在十六个水密舱室内的三台燃油及十二台燃煤的舒尔茨－桑尼克罗夫特式（Schulz-Thornycroft）细管径三锅筒水管锅炉提供。舰只能够以12節（22每小時）的速度续航8,000海里（15,000）。额定船员编制为41名军官和1095名水兵。
大选帝侯号在五座双联装炮塔中装备有十门305毫米50倍径速射炮作为主炮：其中舰艏和舰艉各有两座以超射布局的炮塔，另一座则单独布置在舰舯的两个烟囱之间。它的副炮系统则包括十四门150毫米45倍径速射炮和六门88毫米45倍径速射炮，全部安装在独立的炮廓内。按照当时主力舰的惯例，它还装备有五具500毫米浸没式鱼雷发射管——其中一具设在舰艏，两边舷侧各两具。
舰只的装甲带由克虏伯的渗碳装甲制成，其舰舯部分的厚度为350毫米（用于保护轮机舱和弹药舱），在舰艏和舰艉初则分别减少至180毫米和120毫米。在舰只的中心部分，水平防护由一个100毫米厚的装甲甲板组成，它在艏艉两端的厚度降至40毫米。主炮塔的侧部装甲板有300毫米厚，顶部为110毫米厚，而廓装炮的装甲厚度则为150毫米。前司令塔的侧部也有300毫米厚。

## 服役历史
大选帝侯号是以“腓特烈·威廉选帝侯代舰”（Ersatz Kurfürst Friedrich Wilhelm）作为临时代号在汉堡的伏尔铿船厂建造，造舰序号为4。舰只是在1911年10月进行龙骨架设，并于1913年5月5日下水。在下水仪式上，普鲁士王子奥斯卡亲临现场为舰只命名。由于欧洲的政治紧张局势在1914年中期加剧，最终的建造工作得到加快，因此首次船厂试航于7月15日进行，舾装工作则在30日完成，使它得以在同一天被编入公海舰队服役。大选帝侯号共花费了德意志帝国政府4500万金马克。
在1914年7月入役后，大选帝侯号于波罗的海完成了海上试航。该舰的首个实战行动是1914年11月2－3日的突袭雅茅斯。这次袭击是由海军少将弗朗兹·冯·希佩尔率领的第一侦察集群大巡洋舰发动，大选帝侯号及其它无畏舰则航行在远处对希佩尔的部队提供支援。在一轮简要的炮击后，德国舰队撤退回港。12月7日，大选帝侯号不慎与其姊妹舰国王号发生碰撞，但并未受损。
它的第二次行动，突袭斯卡布罗、哈特尔浦及惠特比随后于12月15－16日发生。在15日傍晚，德国战列舰编队的大约十二艘无畏舰和八艘前无畏舰，来到距离英国一个孤立分舰队的六艘战列舰约10海里（19）范围内。然而，与作掩护的敌对驱逐舰之间在黑暗中进行的零星冲突使得舰队司令、海军上将腓特烈·冯·英格诺尔深信，自己面对的是整个大舰队主力。根据德皇威廉二世的命令，为避免不必要的冒险，英格诺尔中断了交战并调转战列舰返回德国。
1915年1月22日，大选帝侯号连同第三战列分舰队的其余舰只从公海舰队中分离，并前往波罗的海进行机动、射击和鱼雷训练。它们于2月11日返回北海，但已来不及参加在多格尔沙洲海战中对第一侦察群提供支援的行动。由于在多格尔沙洲损失了大巡洋舰布吕歇尔号，德皇在2月2日解除了英格诺尔的职务。海军上将胡戈·冯·波尔取代他成为舰队司令。大选帝侯号随后参加了几次深入北海的出击。3月29日，它与舰队航行至泰尔斯海灵岛，但与敌舰没有任何接触。另一次舰队推进发生于4月22日，也再度无疾而终。4月23日，第三分舰队为参加另一轮的演习训练而重返波罗的海，并一直持续至5月10日。
大选帝侯号还参加了舰队从5月29－31日推进至北海的出击，但并无交战。此后，该舰在9月11－12日为泰瑟尔周边进行的埋雷行动提供支援。另一次波澜不惊的舰队出击随后于10月23－24日完成。大选帝侯号在年终时于波罗的海进行了为期两周的训练巡航，从12月5日持续至20日。1916年2月12日，大选帝侯号进入威廉港的旱坞进行定期维修。工作一直持续至3月3日；并在两日后便参加扫荡行动驶入霍夫登，虽然这次也没有遇到任何英国部队。再一次舰队出击是在3月23日开赴阿姆鲁姆浅滩，紧接着又在次月21－22日前往号角礁。
在4月24－25日，希佩尔的第一侦察集群对英格兰海岸实施另一轮炮击，大选帝侯号和公海舰队的其余舰只从后支援。第一集群的大巡洋舰于欧洲中部时间10:55离开亚德湾，公海舰队其余部分则随后在13:40出发。然而塞德利茨号在前往目标的途中撞上水雷，并不得不撤回。其它战列巡洋舰在炮击洛斯托夫特时未遇抵抗，但在接近雅茅斯期间却遇到了哈里奇分舰队的英方巡洋舰。经过短暂的交火后，哈里奇分舰队撤退。但英国潜艇在该地区出没的报告也促使第一侦察集群撤退。同时，海军上将赖因哈德·舍尔也在收到大舰队从斯卡帕湾基地出动的警告后，率领公海舰队大部撤回至德国的安全水域。

### 日德兰海战

英国（蓝）及德国（红）舰队在1916年5月31－6月1日的调遣图

大选帝侯号作为公海舰队的一份子参加了在1916年5月31日至6月1日爆发的日德兰海战。行动再次试图牵制并孤立大舰队的一部分，并力争在英国主力舰队报复之前将其摧毁。大选帝侯号是德舰阵型的第二艘舰，位于姊妹舰国王号之后及藩侯号和王储号之前。这四艘舰组成第三战列分舰队的第五支隊，它们是舰队的先锋。第三分舰队作为3个战列舰部队之首，其正后方是由皇帝级战列舰组成的第六支隊。皇帝级身后是第一战列分舰队的黑尔戈兰级和拿骚级；殿后部队则由第二战列分舰队老旧的德国级前无畏舰组成。
在16:00前不久，第一侦察群的战列巡洋舰遇到了由戴维·贝蒂率领的英国第1战列巡洋分舰队，双方就此开始火炮决斗，其中英国的不倦号在17:00过后、以及玛丽皇后号在不足一个半小时后均被摧毁。与此同时，德国的大巡洋舰为了将英国舰只引向公海舰队的主力而向南航行。至17时30分，国王号的船员发现第一侦察集群和第1战列巡洋分舰队接近。德国大巡洋舰旋即向右转舵航行，而英国舰只则向左转舵。17时45分，舍尔下令向左转舵2点以使其舰只靠近英国战列巡洋舰，一分钟后，即17时46分，他下达了开火的命令。
大选帝侯号在21,000 yd（19,000米）的范围内负责迎击长公主号。同时，它的副炮也向企图对德国舰队实施鱼雷攻击的英国驱逐舰开火。速度更快的英国舰只开始与追兵拉开距离，使得大选帝侯号在18:00被迫将炮口从长公主号转而瞄准至刚勇号，虽然后者在18:16也已经移出范围之外。大选帝侯号的炮弹对刚勇号打出4次跨射，其炮手则误报曾有1次击中英舰。然而该舰本身也未能幸免于难，在18:09，它遭到英方战列舰马来亚号和厌战号的两门380毫米炮射击。炮弹落在舰身约9.1－18.3米开外的水面上，引发的反弹或爆破击中了距舰艏约26米的船体。这次中弹并未造成显著损伤。在此期间，大选帝侯号声称其150毫米炮已3次击中英方驱逐舰，这最有可能是穆尔瑟姆号。在18:22，舰只也短暂利用副炮在极限射程内对驱逐舰莫尔兹比号开火，但未能命中。与此同时，大选帝侯号回到刚勇号的射程范围内，并利用其两座前炮塔与对方交火。炮弹发射持续了8分钟，但所有射击均未命中目标。
傍晚19:00后不久，德国小巡洋舰威斯巴登号已被无敌号的炮弹击残，国王号的海军少将保罗·贝恩克试图调遣他的四艘同级舰对受损的巡洋舰进行保护。与此同时，英国的第3及第4轻巡洋分舰队开始对德舰队形展开鱼雷攻击，在推进至鱼雷射程范围的同时，它们也利用主炮扼制威斯巴登号。国王级战列舰对英国巡洋舰猛烈开火，但它们主炮的持续射击也未能击退英国的巡洋舰群。在随后的混战中，大选帝侯号通过主炮在极近的距离对装甲巡洋舰防御号发射了两组齐射，导致它在19:19发生爆炸并沉没。舰上的瞭望员指出，两组齐射均命中防卫号，虽然后者被摧毁的功劳并不完全归因于这次射击。大选帝侯号随后转向另一艘装甲巡洋舰勇士号开火，后者严重受损并被迫撤退。延至次日清晨，勇士号在返港途中最终沉没。
20:00，德舰队形受命转向东面，以摆脱由海军上将约翰·杰利科率领的英国战列舰群。此后不久，第二轻巡洋分舰队的四艘英国轻巡洋舰重新开始攻击受创的威斯巴登号，而领头的德国战列舰，包括大选帝侯号，则试图开火将它们赶跑。大选帝侯号于20:07开始在10,000、18,000 yd（9,100、16,500米）的范围内实施射击。尽管火力猛烈，英国巡洋舰却设法避免了严重受损。几乎在同一时间，英国舰队返回射程范围，其七艘战列舰使得大选帝侯所在的第五支队遭受猛烈炮击。大选帝侯号被命中7次，其中4次发生在20:18和20:19。有3次命中是来自于马尔伯勒号的340毫米炮，尽管其炮手误报有第4次命中。其余4次命中则来自于巴勒姆号或刚勇号的380毫米炮。有一枚380毫米炮弹摧毁了大选帝侯号左舷的第二门150毫米炮塔，其余则击中主装甲带和在冲击中爆破。尽管装甲带没有被穿透，但厚达330毫米的镀层还是有约7.9米的长度受损。在大约800吨海水涌入舱室后，灾害控制团队暂时堵截了入水。水浸造成舰身侧倾4°，不过有效的努力抗沉使其减少至低于1度。随着战斗的继续，水浸加剧，并在大选帝侯号于次日清晨抵达黑尔戈兰岛之时，有约3000吨水进入舰舱。在此之前它还持续被命中，但这些炮弹均是在冲击中爆破，并造成相对较小的损害。
英国舰队的猛烈炮火迫使舍尔下令转向离开；这次转向颠倒了舰队的顺序，大选帝侯号被置于队形的末端。在成功从英国撤退后，舍尔下令舰队采取夜间巡航队形，但在舍尔登上腓特烈大帝号期间，与前导舰威斯特法伦号的通信错误，造成延误。舰队于23:30组成队形，其中大选帝侯号是总共24艘主力舰中的第15艘舰。次日02:45左右，几艘英国驱逐舰利用鱼雷攻击德舰队形的后半部分；大选帝侯号发现有6艘身份不明的驱逐舰处于黑暗中。该舰遂以自身的150毫米和88毫米炮与其交锋，并转向离开以避免任何可能已经发射的鱼雷。大选帝侯号有一枚150毫米炮弹命中了相距约2,000（2,200碼）的驱逐舰涅索斯号，导致后者的一具锅炉失效。德国战列舰的猛烈炮火最终迫使英国驱逐舰撤退。
公海舰队在不吸引杰利科的战列舰注意的情况下，成功从英国轻型部队中突围，并在随后于6月1日凌晨4点到达号角礁。接近黑尔戈兰岛时，大选帝侯号因舰身大量进水而被迫降低航速。它掉离了编队，但后来在希利希锚地外围重新加入舰队。在抵达威廉港后，大选帝侯号驶入港湾，而其它几艘战列舰则在外围锚地组成防御阵位。舰只随后被转移至汉堡，在伏尔铿公司的大型浮动船坞进行维修。维修工作在7月16日完成。在战斗的过程中，大选帝侯号共从其主炮发射了135枚炮弹，150毫米副炮也射出了216发弹药。它本身则遭受了8次大口径炮弹命中，共造成15人死亡及8人受伤。

### 后续行动

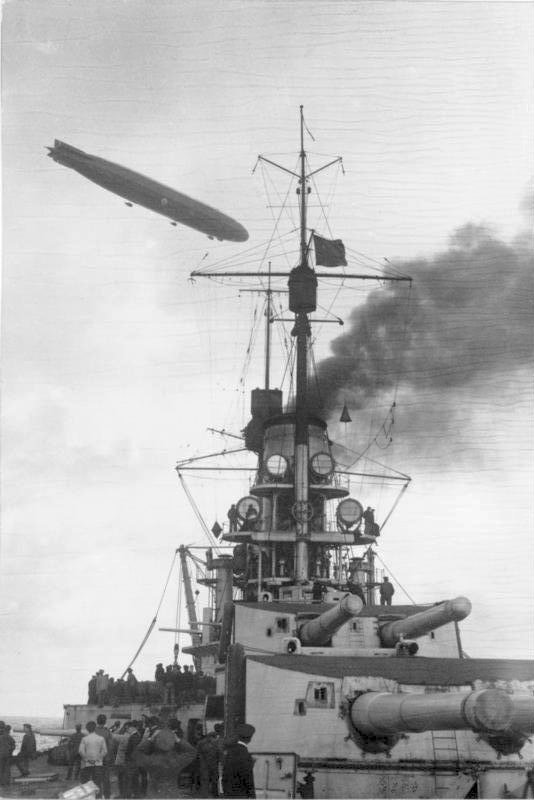
大选帝侯号参加了1917年10月的阿尔比恩行动

随着维修工作完成，大选帝侯号再度前往波罗的海进行训练演习，至8月4日结束。海军上将舍尔计划在8月18日至19日重演日德兰计划，试图引诱和摧毁贝蒂的战列巡洋舰。但由于德国的大巡洋舰中此时仅剩毛奇号和冯·德·坦恩号仍具备作战条件，因此大选帝侯号、藩侯号和新入役的巴伐利亚号都被临时调拨至第一侦察集群。英国人已事先破译了德国人的计划，并派出大舰队应战。在14时35分，舍尔收到了大舰队迫近的警告，他并不愿意在难分伯仲的日德兰海战后仅11周便又与整个大舰队交战，于是下令全体舰队掉头撤回德国港口。
连同第三分舰队进行的部队训练随后在10月21日至11月2日举行。两日后，大选帝侯号正式回归第三分舰队。11月5日，两艘U艇在丹麦沿岸搁浅。轻型部队被派往接回这些舰艇，而正从北海赶往威廉港途中的第三分舰队则奉命为其提供掩护。英国潜艇J1号在距离号角礁西北约30海里（56）处向大选帝侯号施射鱼雷。鱼雷摧毁了大选帝侯号的左舷舵，并造成舵舱入水受浸，但舰只仍然保持19節（35每小時）的速度推进。它返回伏尔铿船厂，并从11月10日至次年2月9日进行修复。完成修复后的同一天，在转运至基尔的途中，舰只在易北河的克劳特滩附近搁浅。由于损伤微乎其微，舰只得以继续航行至波罗的海参加部队训练，但在3月4日返回北海途中，它又不慎与王储号发生碰撞。大选帝侯号的舰艏凹陷，因此有必要在威廉港的帝国船厂进行维修，直至4月22日。
大选帝侯号于4月23日重新加入舰队并连同第三分舰队的其余舰只参加了在5月17日－6月8日举行的训练。回到北海后，该舰被委任在德意志湾负责警戒值勤。另一轮在波罗的海的演习随后在9月11－23日展开。然后大选帝侯号航行至普茨克湾筹备阿尔比恩行动，计划夺取里加周边的岛屿。10月12日，该舰选取了塔加拉赫湾附近的尼纳塞海角作为阵位。但它在触及水雷后仍移动至预定的射击阵位，这使得有约280吨水侵入船身。尽管遭到水雷破坏，大选帝侯号还是继续在海角轰击俄国的岸基炮台。它在当天晚些时候从入侵部队中分离，并经由基尔返航至威廉港进行维修。维修工作于12月1日完成。
在重返舰队后，大选帝侯号恢复了在德意志湾负责警戒值勤的任务。在1918年4月23－25日无疾而终的反护航行动中，大选帝侯号也是出击舰队的一份子。但在行动结束后进入威廉港外围的封锁区域时，该舰却受损。它遂返回船坞，从4月27日至5月2日进行维修。5月底，大选帝侯号又在黑尔戈兰岛的北部港湾搁浅。舰只左舷的螺旋桨轴被压弯，需要在6月2－9日和7月21－31日于基尔的帝国船厂进行维修。它最终于8月12日重返舰队。

### 结局

展示大选帝侯号 (#4)的舰只凿沉图

在《康边停战协定》签署前不久，大选帝侯号及其三艘姊妹舰都参加了1918年10月底的最终舰队行动。该行动的设想是公海舰队将由威廉港基地全体出动寻找大舰队主力决战。为了使德国取得更好的谈判地位，海军上将希佩尔和舍尔意图不惜一切代价重创英国海军。然而，许多厌战的水兵却认为，这次行动将破坏和平进程并会延长战事。在1918年10月29日，舰队受命离开威廉港，并在亚德湾锚地集结，打算于次日清晨出发。从10月29日夜晚开始，图林根号连同其它几艘战列舰的船员发动了叛变。为了试图平息事件，舍尔下令将舰队分散。大选帝侯号和第三分舰队的其余舰只被发往基尔。11月4日，该舰的船员普遍加入了叛变行动，并升起象征社会主义的红旗。这些骚乱最终迫使希佩尔和舍尔取消了行动。当得知这一情况后，德皇威廉二世悲哀的表示：“我不再拥有海军”。
随着德国在1918年11月投降，公海舰队的大部分舰只将在海军少将路德维希·冯·罗伊特的指挥下，被扣留至斯卡帕湾的英国海军基地。在德国舰队出发之前，海军上将阿道夫·冯·特罗塔对罗伊特明确表示，他不能让同盟国在任何条件下抢占舰只。舰队先与英国的加迪夫号轻巡洋舰会合，再在由370艘英国、美国和法国军舰组成的大规模联队的监督下，开往斯卡帕湾。一旦舰只被扣押，它们的火炮将通过移除其炮栓而停用，其船员也将减少至200名官兵。
在落实《凡尔赛条约》的谈判过程中，舰队仍然维持拘禁状态。罗伊特推断英国方面将在6月21日，即谈判到期而无法达成协议的情况下会强行抢占德国军舰，却不知该期限已被延长至6月23日。为了防止这种情况，他决定第一时间凿沉己方舰只。6月21日上午，英国舰队离开斯卡帕湾进行训练演习；罗伊特于11:20向全体德国军舰下达了他的命令。大选帝侯号在13:30沉没，但不同于它的姊妹舰，该舰在1938年4月被打捞上岸并售予罗塞斯的拆船商。其舰钟则单独出售并曾长期用作一座花园的装饰品。其后，它在2014年3月的一次拍卖会中被再度售出，买家为位于汉普郡朴茨茅斯的国立皇家海军博物馆。

## 引註
1. ↑  日本海人社 & 世界近代战列舰史，第46頁.
2. ↑  Hore，第69頁.
3. ↑  周定国，第825頁.
4. ↑  Herwig，第70頁.
5. 1 2  Gardiner & Gray，第147–148頁.
6. 1 2 3 4 5  Gröner，第27頁.
7. 1 2 3 4 5  Gröner，第28頁.
8. ↑  Campbell "Germany 1906–1922"，第36頁.
9. ↑  Hildebrand, Röhr & Steinmetz，第41頁.
10. ↑  Staff，第31頁.
11. 1 2 3 4 5  Staff，第32頁.
12. ↑  Massie，第310–312頁.
13. ↑  Tarrant，第31–33頁.
14. ↑  日本海人社 & 世界近代战列舰史，第53頁.
15. 1 2 3  Staff，第29頁.
16. ↑  日本海人社 & 德国巡洋舰史，第62頁.
17. ↑  Tarrant，第43–44頁.
18. 1 2  江泓 & 英国战列舰全史 1906-1914，第141頁.
19. ↑  Tarrant，第53頁.
20. ↑  Tarrant，第54頁.
21. ↑  日本海人社 & 世界近代战列舰史，第42頁.
22. ↑  日本海人社 & 世界近代战列舰史，第39頁.
23. ↑  日本海人社 & 世界近代战列舰史，第36頁.
24. ↑  日本海人社 & 世界近代战列舰史，第86頁.
25. ↑  Tarrant，第286頁.
26. ↑  日本海人社 & 世界近代战列舰史，第26頁.
27. ↑  Tarrant，第94–95頁.
28. ↑  罗伯特，第72頁.
29. 1 2  日本海人社 & 世界近代战列舰史，第102頁.
30. ↑  Tarrant，第100–101頁.
31. ↑  Tarrant，第110頁.
32. ↑  Tarrant，第110–111頁.
33. ↑  Tarrant，第114頁.
34. ↑  Campbell Jutland，第55–56頁.
35. 1 2  日本海人社 & 世界近代战列舰史，第94頁.
36. ↑  江泓 & 英国战列舰全史 1914-1960，第46頁.
37. ↑  Tarrant，第116頁.
38. ↑  Campbell Jutland，第98頁.
39. ↑  Campbell Jutland，第100頁.
40. ↑  Campbell Jutland，第144頁.
41. ↑  刘杨 & 英国驱逐舰全史 1893-1918，第163頁.
42. ↑  Campbell Jutland，第58頁.
43. ↑  刘杨 & 英国驱逐舰全史 1893-1918，第166頁.
44. ↑  Campbell Jutland，第101頁.
45. ↑  Campbell Jutland，第104頁.
46. ↑  日本海人社 & 德国巡洋舰史，第84頁.
47. ↑  日本海人社 & 世界近代战列舰史，第24頁.
48. ↑  Tarrant，第137頁.
49. ↑  Tarrant，第138頁.
50. ↑  江泓 & 英国战列舰全史 1906-1914，第59頁.
51. 1 2  Campbell Jutland，第152–153頁.
52. ↑  Campbell Jutland，第181頁.
53. ↑  Tarrant，第169頁.
54. ↑  Campbell Jutland，第204頁.
55. ↑  日本海人社 & 世界近代战列舰史，第88頁.
56. ↑  Campbell Jutland，第204–206頁.
57. ↑  Campbell Jutland，第237頁.
58. ↑  Campbell Jutland，第237–245頁.
59. ↑  Tarrant，第172–174頁.
60. ↑  Campbell Jutland，第275頁.
61. ↑  刘杨 & 英国驱逐舰全史 1893-1918，第167頁.
62. ↑  Campbell Jutland，第298–301頁.
63. ↑  Campbell Jutland，第300–301頁.
64. ↑  Tarrant，第246–247頁.
65. ↑  Campbell Jutland，第320頁.
66. ↑  Campbell Jutland，第336頁.
67. ↑  Tarrant，第292頁.
68. ↑  Tarrant，第296, 298頁.
69. 1 2 3 4  Staff，第34頁.
70. ↑  日本海人社 & 世界近代战列舰史，第50頁.
71. ↑  日本海人社 & 世界近代战列舰史，第49頁.
72. ↑  日本海人社 & 世界近代战列舰史，第132頁.
73. ↑  Massie，第682頁.
74. ↑  Massie，第683頁.
75. ↑  Tarrant，第280–281頁.
76. ↑  Tarrant，第281–282頁.
77. ↑  Staff，第34–35頁.
78. 1 2  Tarrant，第282頁.
79. ↑  Herwig，第252頁.
80. 1 2  Herwig，第256頁.
81. ↑  Herwig，第254–255頁.
82. ↑  Herwig，第255頁.
83. ↑  . BBC News Online.   [2014-03-23]. （原始内容存档于2017-10-16）.